# Wygłos absolutny
Wygłos absolutny – ostatnia głoska wyrazu lub zdania, po której narządy mowy przechodzą w stan neutralny i następuje cisza.